# オンドジェヨフ (小惑星)
オンドジェヨフ (7204 Ondřejov) は小惑星帯に位置する小惑星である。チェコの天文学者ペトル・プラヴェツ (Petr Pravec) がオンドジェヨフ天文台で発見した。
発見された天文台のあるチェコの村から命名された。